# Wilfred Gordon Bigelow
Pour les articles homonymes, voir Bigelow.
Wilfred Gordon "Bill" Bigelow (18 juin 1913 - 27 mars 2005) était un chirurgien cardiaque canadien connu pour sa contribution au développement du stimulateur cardiaque et à l'utilisation de l'hypothermie lors d'opérations à cœur ouvert.
Né à Brandon dans le Manitoba, Bigelow était le fils de Wilfred Abram Bigelow, qui fonda la première clinique privée du Canada, et de Grace Ann Gordon, une infirmière et sage-femme. Il obtint son doctorat à l'université de Toronto en 1938 et servit dans le Corps médical royal canadien en Europe durant la Seconde Guerre mondiale. Après la guerre, il passa une année à l'université Johns-Hopkins avant d’intégrer le service de chirurgie de l'hôpital général de Toronto (en) et le département de chirurgie de l'université de Toronto en 1948.
À l'époque, les opérations de chirurgie cardiaque étaient très délicates car il était impossible d'opérer plus de quelques minutes sans risquer l'hypoxie. Pour résoudre ce problème, Bigelow envisagea de mettre le patient en état d'hypothermie afin de réduire ses besoins en oxygène. Il réalisa plusieurs essais sur des chiens en 1949 et ses résultats furent salués lors d'une réunion de l'association américaine de chirurgie (en) l'année suivante. Ce furent néanmoins deux autres médecins, C. Walton Lillehei et F. John Lewis (en), qui réalisèrent la première opération à cœur ouvert grâce à l'hypothermie en 1952. Cette technique reste encore aujourd'hui largement employée en association avec la machine cœur-poumon pour réaliser des opérations cardiaques de longues durées. Bigelow participa également au développement du stimulateur cardiaque avec John Callaghan (en) et John Alexander Hopps (en) dans les années 1950.
Il a reçu le prix Gairdner en 1951, a été nommé officier de l'ordre du Canada en 1981, est entré au temple de la renommée médicale canadienne en 1997 et a reçu la médaille du jubilé d'or de la reine Elizabeth II en 2002. Il est docteur honoris causa de l'université de TorontoEn plus de ses activités médicales sur lesquelles il a écrit deux livres (Cold Hearts en 1984 et Mysterious Heparin en 1990), il fut l'un des directeurs de l'ONG Conservation de la nature Canada de 1958 à 1990. Marié à Ruth Jennings, une infirmière de l'université de Toronto, de 1941 à sa mort en 2000, le couple eut quatre enfants.